# Ліф Девіс
Ліф Девіс (англ. Leif Davis, нар. 31 грудня 2025, Ньюкасл-апон-Тайн, Англія) — англійський футболіст, фланговий захисник «Іпсвіч Таун».

## Ігрова кар'єра
Ліф Девіс є вихованцем молодіжних команд клубів «Моркем» та «Лідс Юнайтед». 
У 2018 році Девіс приєднався до «Лідс Юнайтед», який виступав у Чемпіоншип. Перший сезон футболіст провів, граючи в молодіжній команді. Першу гру на професійному рівні Девіс провів 23 грудня 2018 року у матчі проти «Астон Вілла». Більшість часу захисник проводив лише як резервний гравець основного складу, зігравши за «Лідс Юнайтед» дев'ять матчів. В сезоні 2019/20 Девіс разом з командою виграв турнір Чемпіоншип і підвищився до Прем'єр-ліги. 3 жовтня 2020 року у грі проти «Манчестер Сіті» Девіс дебютував в англійській Прем'єр - лізі.
Сезон 2021/22 Девіс провів в оренді в клубі Чемпіоншип «Борнмут», де за сезон зіграв дванадцять матчів.
В липні 2022 року футболіст перейшов до «Іпсвіч Таун», з яким підписав трирічний контракт. Вже через п'ять днів Девіс дебютував у складі «Іпсвіча». За два сезони захисник допоміг команді піднятися з Першої ліги до Прем'єр-ліги. 17 серпня 2024 року Девіс провів першу гру в складі «Іпсвіча» в турнірі АПЛ. 21 жовтня 2024 року Девіс підписав з клубом новий контракт до 2028 року.

## Досягнення
Лідс Юнайтед
- Переможець Чемпіоншип: 2019/20[8]

Іпсвіч Таун
- Другий призер Чемпіоншип: 2023/24[9]